# Porotrichodendron madagassum
Porotrichodendron madagassum là một loài Rêu trong họ Lembophyllaceae. Loài này được (Kiaer ex Besch.) S. Olsson, Enroth & D. Quandt mô tả khoa học đầu tiên năm 2011.